# Cirsium texanum
Cirsium texanum là một loài thực vật có hoa trong họ Cúc. Loài này được Buckley mô tả khoa học đầu tiên năm 1862.